# Jacob Hemphill
Jacob Hemphill (15 de maio de 1980), é um músico norte-americano, famoso por ser o vocalista, compositor e guitarrista da banda de reggae SOJA.
Jacob Hemphill nasceu em 15 de maio de 1980 em, Washington D.C. nos Estados Unidos. Filho de um ex-funcionário do Fundo Monetário Internacional (FMI). Quando tinha 6 anos ele se mudou com sua família para Monrovia, Libéria, na África, e voltou para os Estados Unidos pouco depois. Em seu retorno a sua cidade natal ele conheceu Bobby Lee (membro da banda de reggae S.O.J.A),  e durante o ensino médio conheceu também os outros futuros membros da banda, após o ensino médio Jacob se formou na Universidade George Mason, em Washington D.C. Estados Unidos.
Jacob é de uma família com influência musical, sua avó materna e bisavó eram pessoas que influenciaram o mundo da música e seu pai tinha um estúdio de gravação onde normalmente Paul Simon, transmitindo assim conhecimento musical que acabou favorecendo seus gostos para os gêneros mais tropicais, como o Reggae.
Sua influência sobre o gênero reggae começa em sua permanência na África e também porque em sua adolescência participou, junto com Bobby Lee, em várias competições da comunidade Nyabinghi. Para ele, o reggae é um tipo de música que tem como objetivo educar as massas para que possam enxergar os problemas que a humanidade enfrenta, para que todos possam se organizar e, ele pensa especialmente, em mudar a forma como os seres humanos pensam. Quando ele decidiu dedicar-se inteiramente à música e formou a banda junto com seus amigos de infância, Jacob sempre teve o apoio de seus pais, eles nunca o negaram a chance de cantar, mesmo ele dizendo que ele não está fazendo nada que não seja cantar, ser um músico. Ele acha que mesmo que esta corrida é difícil, porque você tem que se separar de sua família e entes queridos por longos períodos de tempo. Para ele esta é a única coisa que realmente gosta de fazer e continuará a fazer para o resto de sua vida.

## Discografia

### Álbuns comSOJA
• 2000 - Soldiers Of Jah Army
- 2002 - Peace in a Time of War
- 2005 - Dub in a Time of War
- 2006 - Get Wiser
- 2009 - Born In Babylon
- 2012 - Strength to Survive
- 2014 - Amid the Noise and Haste